# 京城府民館事件

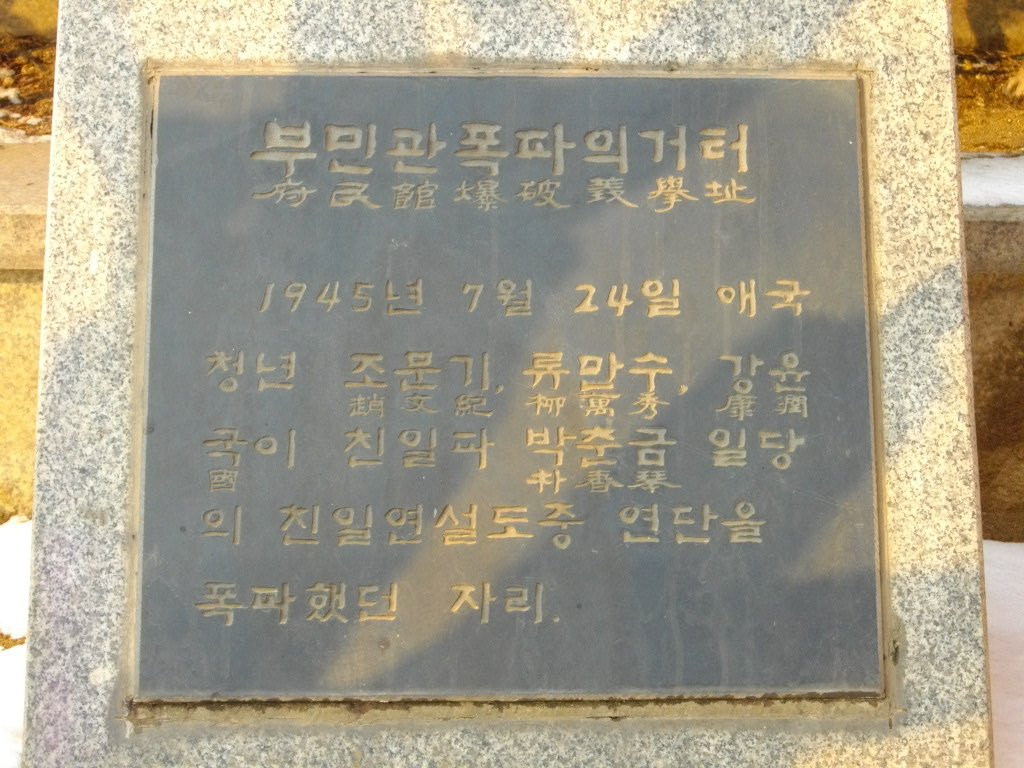
京城府民館事件の記念碑

京城府民館事件（けいじょうふみんかんじけん）は、1945年（昭和20年）7月24日に日本統治時代の朝鮮の京畿道京城府で発生した爆弾テロ事件。日本統治下の朝鮮における最後の独立運動絡みの事件である。

## 事件の発端

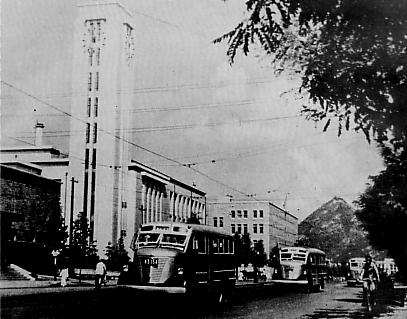
当時の京城府民館

朝鮮人唯一の衆議院議員だった朴春琴は、1945年（昭和20年）6月24日に李光洙らとともに「大義党」を結成した。そして1か月後の7月24日に京城府民館において、欧米列強の植民地支配を糾弾する「亜細亜民族憤激大会」を開催することになった。

## 事件の概要
1945年7月24日、京城府民館で「亜細亜民族憤激大会」が開催された。満洲国や中華民国（南京国民政府）からの代表も一堂に会し、「アジア解放」の熱弁を振るった。
午後6時頃、演壇にむかって爆弾が投げ込まれて炸裂した。1人が死亡、数十人が負傷した。会場は大混乱に陥り、そのまま流会となった。実行犯の趙文紀らは現行犯逮捕された。しかし、20日後の8月15日に終戦（光復）となり、実行犯は処罰されることなくそのまま釈放された。
実行犯の趙文紀は、その後、いわゆる「親日派」を追及する民族問題研究所の理事長を務め、2008年2月5日に死去した。